# ۱۷ ژوئیه
۱۷ ژوئیه صد و نود و هشتمین (در سال‌های کبیسه صد و نود و نهمین) روز سال در گاه‌شماری میلادی است. ۱۶۷ روز تا پایان سال باقی‌است.

## رویدادها
- ۱۹۳۶ - آغاز جنگ داخلی اسپانیا
- ۱۹۷۶ - اندونزی تیمور شرقی را ۲۷ امین استان خود نامید.
- ۲۰۱۴ - هواپیمای بویینگ ۷۷۷ پرواز شماره ۱۷ هواپیمایی مالزی بر فراز شرق اوکراین توسط یک موشک زمین به هوا ساقط شد که به مرگ همه ۲۹۸ سرنشین هواپیما انجامید. این حادثه مرگبارترین حادثه ساقط کردن یک هواپیما در جهان در طول تاریخ بود.
- ۲۰۱۴ - پس از ۵ ساعت آتش‌بس، اسرائیل یورش زمینی خود را به نوار غزه از سر گرفت.
- ۲۰۱۵ - انفجار کامیون انتحاری بمب‌گذاری‌شده در یک بازار شلوغ در شهر خان بنی سعد در عراق دست کم ۱۳۰ تن را به کام مرگ کشاند.

## زادروزها
- ۱۴۸۷ - اسماعیل اول، مؤسس سلسله صفویان ایران (۱۵۲۴–۱۵۰۱) (اردبیل، ایران)
- ۱۹۲۱ – ارنست اشتتلر، دوچرخه‌سوار اهل سوئیس (د. ۲۰۰۱)
- ۱۹۳۲ - کینو، کاریکاتوریست آرژانتینی و خالق شخصیت مافالدا.

## درگذشت‌ها
- ۱۱۴۴ - ابومنصور جوالیقی زبان‌شناس، محدث، فقیه و ادیب دورۀ عبّاسی.
- ۱۹۱۲ - آنری پوانکاره ریاضیدان فرانسوی.
- ۱۹۱۸ - نیکلای دوم آخرین امپراتور روسیه
- ۱۹۳۰ - فؤاد حسن حجازی، فعال سیاسی و معترض فلسطینی.[۱]
- ۱۹۶۵ - محمدرضا غراوی، مجتهد و فقیه جعفری، نویسندهٔ دینی و شاعر عراقی.
- ۲۰۱۴ - اریک گارنر - محافظ پارک و فضاهای تفریحی شهر نیویورک